# Xeronema moorei
Xeronema moorei är en enhjärtbladig växtart som beskrevs av Adolphe-Théodore Brongniart och Jean Antoine Arthur Gris. Xeronema moorei ingår i släktet Xeronema och familjen Xeronemataceae.
Artens utbredningsområde är Nya Kaledonien. Inga underarter finns listade i Catalogue of Life.